# 羅弘
羅弘（？—？），湖廣武昌府蒲圻縣人，明朝政治人物、進士。
永樂二年（1404年），甲申科殿試三甲第三百三十八名進士。永樂四年（1406年）四月，授監察御史。